# Rajnai Sándor (diplomata)
Rajnai Sándor (Budapest, 1922. augusztus 25. – Detroit, 1994. augusztus 27.) magyar kommunista titkosszolgálati vezető, hírszerző, diplomata. (Eredeti családneve Reich volt, és egyes források szerint nem Detroitban, hanem Chicagóban halt meg.)

## Élete és tevékenysége
Reich Jenő és Kalmár (Kohn) Lujza fia. Apja szakács volt a Nemzetközi Hálókocsi Társaságnál. Középfokú tanulmányait a budapesti II. Rákóczi Ferenc Felsőkereskedelmi Iskolában végezte, 1940-ben érettségizett. A zsidótörvények miatt egyetemre nem jelentkezhetett, ezért 1940–1941-ben kötszövő szakmát tanult. 1941–1942-ben a Zuglói Kötszövőgyárban munkás, majd raktári segédmunkás, árukihordó egy műszaki nagykereskedésben. 1943 októberétől a Berecken állomásozó 13. munkaszolgálatos zászlóaljban teljesített katonai munkaszolgálatot. 1944 októberében megszökött, és a szovjet hadsereg bevonulásáig Budapesten rejtőzködött. 1945 februárjától Budapesten a Dukesz és Pelczer, 1945. júliustól 1946. májusig a Fischer-féle Kötszövő Üzemben dolgozott.
1945 júniusában belépett a Magyar Kommunista Pártba. 1946 áprilisában a Belügyminisztérium Vidéki Főkapitánysága politikai nyomozó osztályán lett nyomozó alhadnagy. 1947-től a BM Államvédelmi Osztályán (ÁVO) szolgált. 1950-től 1951-ig a moszkvai Dzserzsinszkij Állambiztonsági Főiskolán tanult. 1953-ban alezredesi rangban kinevezték az állambiztonsági szervek belső reakció elleni harc osztálya II. alosztályának vezetőjévé. 1954-1955-ben a Lenin Egyetemen tanult Moszkvában. 1955. júniusban a BM II. Hírszerző Osztály vezetőjének első helyettese lett. 1956 augusztusában az MDP Központi Ellenőrző Bizottsága a törvénytelenségekben való részvételéért szigorú megrovásban részesítette. Ezt a büntetését 1958-ban törölték.
1956. október 23-ától az Államvédelmi Hatóság október 28-i feloszlatásáig a BM főügyeletén teljesített szolgálatot. 1956. október 28-án más államvédelmis tisztekkel és tiszthelyettesekkel a szovjet csapatok tököli bázisára ment. 1957. januártól a BM Titkárságon dolgozott. 1957. áprilistól a BM Politikai Nyomozó Főosztály helyettese vezetője lett. Az 1956-os forradalom leverése után az első Kádár-kormány megbízásából irányította a forradalom vezető személyiségeinek letartóztatását. 1956–1958-ban a budapesti Gyorskocsi utcában működő politikai nyomozó főosztály helyettes vezetője. Romániában ő tartóztatta le és szállíttatta onnan magyar vizsgálati börtönbe Nagy Imre miniszterelnököt és társait, majd felügyelte az ellenük folytatott per előkészítését és lebonyolítását. Ezután a korábbi koncepciós perek előkészítésében játszott szerepe miatt elbocsátották a Belügyminisztérium állományából.
1962-től a moszkvai magyar nagykövetségen lett tanácsos, majd 1964-től első beosztott rendkívüli követ és meghatalmazott miniszteri rangban. 1966 júliusában visszahívták belügyi állományba, korábbi kompromittáló iratait (az 1950-es években történt törvénysértésekről) megsemmisítették és a Belügyminisztérium III. Főcsoportfőnökség helyettes vezetője lett. 1967-től emellett a külföldi hírszerzéssel foglalkozó III/I-es csoportfőnökség vezetésével is megbízták, 1968-tól rendőr vezérőrnagyi rangban. Rajnai vezetése idején a hírszerzés tevékenysége szakszerűbbé vált. Baráti viszonyba került Jurij Vlagyimirovics Andropovval, aki korábban budapesti szovjet nagykövet volt és szintén 1967-ben nevezték ki a KGB vezetőjének. A Rajnai által bevezetett ötéves hírszerzési tervek a csoportfőnökség munkájában komoly eredményeket hoztak. 1976 decemberében saját kérésére egészségi állapota miatt nyugdíjazták. 1977–1978-ban a budapesti Rendőrtiszti Főiskola állambiztonsági szakán oktatott.
Ezután kérésére újra aktiválták, 1978–1982-ben Romániában, majd 1982. augusztustól 1989. júniusig a Szovjetunióban volt rendkívüli és meghatalmazott nagykövet. Az MSZMP Központi Bizottságának tagja lett 1982. június 24-től, Horn Gyulával szemben választották meg. 1989. októberben tagságáról lemondott. 1992-ben kivándorolt Izraelbe, majd 1993-ban az Amerikai Egyesült Államokban telepedett le, ahol 800 oldalas kéziratban megírta visszaemlékezéseit. Emiatt volt kollégái árulónak tartották. Végrendeletében úgy rendelkezett, hogy Budapesten helyezzék végső nyugalomra, de temetésére szinte senki nem ment el. A Farkasréti temetőben helyezték végső nyugalomra.

## Elismerései
- ’48-as Díszérem
- Magyar Népköztársasági Érdemérem arany fokozat
- Magyar Népköztársasági Érdemrend V. fokozata
- Munkás-paraszt Hatalomért Emlékérem (1957)
- Kiváló Szolgálatért Érdemrend (két alkalommal)
- Vörös Csillag Érdemrend (1954, 1973)
- Szocialista Magyarországért Érdemrend (1967)
- Vörös Csillag Érdemrend (Csehszlovákia, 1974)
- Vörös Csillag Érdemrend (Szovjetunió, 1975)